# فريدريك ليندبرغ
فريدريك ليندبرغ (بالسويدية: Fredrik Lindberg)‏ هو لاعب كرلنغ سويدي، ولد في 2 فبراير 1986 في Bro, Stockholm ‏ في السويد.

## وصلات خارجية
- فريدريك ليندبرغ على موقع الاتحاد الدولي للكرلنغ (الإنجليزية)
- فريدريك ليندبرغ على موقع اللجنة الأولمبية الدولية (الإنجليزية)
- فريدريك ليندبرغ على موقع أوليمبيديا (الإنجليزية)
- فريدريك ليندبرغ على موقع اللجنة الأولمبية السويدية (السويدية)